# TripleS +(KR)ystal Eyes
+(KR)ystal Eyes (hangul: 크리스탈 아이즈; skrót: KRE) – druga podgrupa południowokoreańskiego girlsbandu TripleS, składająca się z czterech członkiń: Seoyeon, Jiwoo, Chaeyeon i Soomin. Podgrupa zadebiutowała 4 maja 2023 roku minialbumem Aesthetic.

## Historia

### Przed debiutem
Przed dołączeniem do Modhaus Jiwoo, Chayeon i Soomin były już zaangażowane w przemysł rozrywkowy. Jiwoo była stażystką w SM Entertainment, JYP Entertainment, YG Entertainment i FNC Entertainment. Soomin była na przesłuchaniu w P Nation i Jellyfish Entertainment.
Chaeyeon jest byłą członkinią Busters i CutieL, a także aktorką i prowadzącą programy telewizyjne dla dzieci takie jak Cooking Class, Tok!Tok! Boni Hani i Quiz Monster.
Jiwoo była uczestniczką programu survivalowego MBC, My Teenage Girl. Jiwoo zadebiutowała jako aktorka w serialu internetowym I:LOVE:DM, a także była główną bohaterką w zwiastunach programu My Teenage Girl. Jiwoo została wyeliminowana w szóstej rundzie, zajmując 18. miejsce.

### 2022–2023: Ujawnienie członkiń i debiut zAesthetici debiut podgrupy Acid Eyes
Członkinie były ujawniane co dwa tygodnie od maja do września (w kolejności), Seoyeon, Jiwoo, Chaeyeon, Soomin, obok innych czterech członkiń. 
16 września ogłoszono, że TripleS rozpocznie przygotowania do pierwszych działań podgrup: Acid Angel from Asia i +(KR)ystal Eyes.
4 maja 2023 roku podgrupa zadebiutowała wydając minialbum Aesthetic i jego główny singiel „Cherry Talk”. Do utworu nie dołączono jednak teledysku. Następnego dnia Modhaus wydało oświadczenie na Discordzie, w którym stwierdziło, że „siły ograniczające” uniemożliwiają podjednostce występowania w programach muzycznych innych niż M Countdown, a debiutancki teledysk został opóźniony. Po tych słowach, tego samego dnia ukazał się teledysk do utworu „Cherry Talk”.
1 czerwca ogłoszono, że Acid Angel from Asia i +(KR)ystal Eyes wydadzą single album zatytułowany Cherry Gene jako podgrupa o nazwie Acid Eyes.
21 czerwca podgrupa wydała swój pierwszy digital single „Touch+”, który jest reedycją utworu „Touch”, we współpracy z Sohyun.

## Członkinie
| Pseudonim   | Pseudonim | Prawdziwe imię             | Data urodzenia       | Miejsce urodzenia | Narodowość       | Reprezentatywny kolor |
| Latynizacja | Hangul    | Prawdziwe imię             | Data urodzenia       | Miejsce urodzenia | Narodowość       | Reprezentatywny kolor |
| ----------- | --------- | -------------------------- | -------------------- | ----------------- | ---------------- | --------------------- |
| Seoyeon     | 서연      | Yoon Seoyeon (kor. 윤서연) | 6 sierpnia 2003      | Daejeon           | Korea Południowa |                       |
| Jiwoo       | 지우      | Lee Jiwoo (kor. 이지우)    | 24 października 2005 | Seul              | Korea Południowa |                       |
| Chaeyeon    | 채연      | Kim Chaeyeon (kor. 김채연) | 4 grudnia 2004       | Seul              | Korea Południowa |                       |
| Soomin      | 수민      | Kim Soomin (kor. 김수민)   | 3 października 2007  | Daegu             | Korea Południowa |                       |

## Dyskografia

### Minialbumy
| Rok | Dane dot. utworu | Najwyższa pozycja | Sprzedaż       |
| Rok | Dane dot. utworu | KOR               | Sprzedaż       |
| --- | --- | ----------------- | -------------- |
| 2023 | Aesthetic - Wydany: 4 maja 2023 - Wytwórnia: Modhaus, Kakao Entertainment - Format: CD, digital download, streaming \| Lista utworów \| \| ---------------------------------------------------------------------------------------------------------------- \| \| 1. „Cherry 100%” 2. „Cherry Talk” 3. „Touch” 4. „Hide & Seek” (숨겨 봐봐) 5. „Deja-Vu” 6. „Dimension (KRE Ver.)” \| | 8                 | - KOR: 50 574+ |
| Lista utworów | |                   |                |
| 1. „Cherry 100%” 2. „Cherry Talk” 3. „Touch” 4. „Hide & Seek” (숨겨 봐봐) 5. „Deja-Vu” 6. „Dimension (KRE Ver.)” | |                   |                |

### Single
| Rok  | Tytuł         | Album     |
| ---- | ------------- | --------- |
| 2023 | „Cherry Talk” | Aesthetic |
| 2023 | „Touch+”      | –         |